# Humble Point
Baja, punta är en udde i Sydshetlandsöarna i Antarktis. Argentina, Chile och Storbritannien gör anspråk på området.
Terrängen inåt land är huvudsakligen bergig, men åt sydväst är den platt. Havet är nära Baja, punta åt nordväst.